# L'experiment Filadèlfia 2
L'experiment Filadèlfia 2 (títol original: Philadelphia Experiment II) és una pel·lícula de ciència-ficció  estatunidenca dirigida per Stephen Cornwell, estrenada l'any 1993. Tot i que la Repartiment és diferent, aquest film és la continuació de Philadelphia Experiment, estrenada l'any 1984. Ha estat doblada al català.

## Argument
El 1943, l'experiment de Filadèlfia, l'objectiu del qual era sostreure un navili a la detecció del radar, havia acabat en un desastre. David Herdeg n'és l'únic supervivent. Ha fet tanmateix un salt de quaranta anys al futur. Des de fa deu anys, intenta portar una vida normal i fins i tot és pare. La seva existència és pertorbada quan el 1994, el doctor William Mailer utilitza una tecnologia similar. Per satisfer la seva sed
de poder, utilitza un vòrtex temporal per enviar una bomba nuclear l'any 1943. Vol així ajudar l'Alemanya nazi a triomfar sobre els Aliats i així canviar el curs de la Segona Guerra mundial i de la Història. Amb l'ajuda dels rebels, David intenta trobar el generador temporal per tornar a 1943 i frustrar els plans de Mailer.

## Repartiment
- Brad Johnson: David Herdeg
- Marjean Holden: Jess
- Gerrit Graham: Dr. William Mailer / Friedrich Mahler
- John Christian Graas: Benjamin Herdeg
- Cyril O'Reilly: Decker
- Geoffrey Blake: Logan
- Lisa Robins: Scotch
- David Wells: Pinstripes
- Al Pugliese: Entrenador
- James Greene: Professor Longstreet